# چه خبره (ترانه ماروین گی)
«چه خبره» (به انگلیسی: What's Going On) ترانه‌ای از هنرمند اهل ایالات متحده آمریکا ماروین گی است که سال ۱۹۷۱ منتشر شد.